# Atlantic Cup 2018
Navigation
GFLI 2017 GFLI 2019
L'Atlantic Cup 2018 est une compétition sportive de football américain organisée par la GFL International, organisation regroupant des équipes de clubs amateurs issus d'Europe occidentale.
Même si la compétition a été renommée, il s'agit de la 4e édition de la GFL International Atlantic Cup qui remplaçait la défunte EFAF Atlantic Cup.
Cette édition se déroule du 16 au 18 novembre 2018 en France à Villepinte, au stade Laurent-Plagelatte, installations du club local des Diables rouges de Villepinte.
La compétition devait réunir quatre clubs mais les Dublin Rebels se sont finalement désistés.
Ce sont les Diables rouges de Villepinte qui remportent le titre.

## Équipes participantes
| Pays     | Club                         | Ville      | Renseignements                      |
| -------- | ---------------------------- | ---------- | ----------------------------------- |
| Irlande  | Rebels de Dublin             | Dublin     | Champion d'Irlande - Forfait        |
| France   | Diables rouges de Villepinte | Villepinte | Champion de la Division 3 française |
| Pays-Bas | Hilversum Hurricanes         | Hilversum  | Champion des Pays-Bas               |
| Roumanie | Rebels de Bucarest (it)      | Bucarest   | Champion de Roumanie                |

## La compétition
| Date        | Équipe 1                     | Score   | Équipe 2             |
| ----------- | ---------------------------- | ------- | -------------------- |
| 16 novembre | Diables rouges de Villepinte | 28 - 18 | Hilversum Hurricanes |
| 17 novembre | Bucharest Rebels             | 46 - 13 | Hilversum Hurricanes |
| 18 novembre | Diables rouges de Villepinte | 26 - 16 | Bucharest Rebels     |

| Pos. | Équipe                       | PCT   | M | V | N | D | PP | PC |
| ---- | ---------------------------- | ----- | - | - | - | - | -- | -- |
| 1    | Diables rouges de Villepinte | 1.000 | 2 | 2 | 0 | 0 | 54 | 34 |
| 2    | Bucharest Rebels             | .500  | 2 | 1 | 0 | 1 | 62 | 39 |
| 3    | Hilversum Hurricanes         | .000  | 2 | 0 | 0 | 2 | 31 | 74 |